# Gran Reykjavík

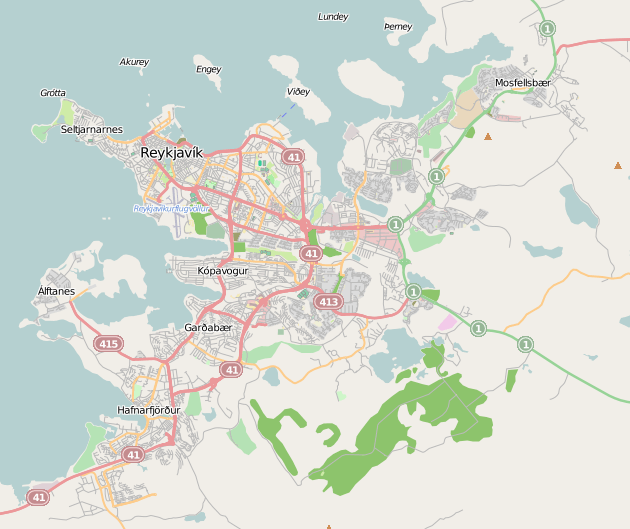
Zona del Gran Reykjavík a OpenStreetMap.

El Gran Reykjavík (en islandès: Stór-Reykjavík, Höfuðborgarsvæð o Reykjavíkurborg, "la regió de la capital") és el nom col·lectiu que es dona a la conurbació que comprèn la ciutat de Reykjavík i sis municipis del seu voltant. Aquesta és la zona urbana més poblada d'Islàndia, amb una població el primer de gener de 2025 de comprèn una superfície total de 1.062 km² i una pobla. Té una població total de 200.852 habitants la qual representa el 60% del total d'Islàndia, mentre que la superfície que ocupa és només de l'1% del total del país. Actualment cada municipi té les seves pròpies institucions polítiques, tot i la col·laboració en molts àmbits, però la seva unificació és una possibilitat políticament.

## Població
Dels set municipis del Gran Reykjavík, Reykjavík és de bon tros el més poblat amb 138.772 habitants i el de Kjósarhreppur el de menys població amb 301 habitants (segons dades de primer de gener de 2025), encara que sigui el més gran en extensió.
| Municipis     | Població (gener 2025) | Superfície (km²) | Densitat (hab/km²) |
| ------------- | --------------------- | ---------------- | ------------------ |
| Reykjavík     | 138.172               | 274,10           | 504,09             |
| Kópavogur     | 40.040                | 80,08            | 500                |
| Hafnarfjörður | 31.525                | 143,60           | 219,53             |
| Garðabær      | 20.116                | 75,36            | 266,93             |
| Mosfellsbær   | 13.715                | 72,52            | 189,12             |
| Seltjarnarnes | 4.585                 | 2,11             | 2.172,98           |
| Kjósarhreppur | 301                   | 284,10           | 1,05               |
| Total         | 248.454               | 931,87           | 266,61             |